# اس‌اس بارلیند
اس‌اس بارلیند (به انگلیسی: SS Barlind) یک کشتی بود که طول آن ۲۶۰ فوت ۷ اینچ (۷۹٫۴۳ متر) بود. این کشتی در سال ۱۹۳۸ ساخته شد.